# From a Distance
From a Distance är en balladlåt skriven 1985 av den amerikanska sångerskan och låtskriverskan Julie Gold. Hon arbetade vid den tiden som sekreterare för Home Box Office och skrev sånger på fritiden . Julie Gold's väninna Christine Lavin, introducerade låten till Nanci Griffith som först spelade in den 1987 på albumet Lone Star State of Mind. Den blev snabbt en favorit bland Nanci Griffiths fans. The Byrds spelade in sången som ett av fyra nyinspelade studiospår för sin samlingsbox The Byrds, släppt 1990. Sången blev en internationell försäljningssuccé efter att den 1990 spelats in av Bette Midler på albumet Some People's Lives, med topplaceringen #2 på Billboard Hot 100, och vann en Grammy för "Årets sång" 1991.
Bette Midler spelade 2006 in en julversion för julalbumet Cool Yule, med tillagd text av Bette Midler, Robbie Buchanan och Jay Landers. Andra inspelningar av originaltexten har gjorts av Gold, Griffith, Simon Nicol (Fairport Convention) och flera andra. Den har också sjungits av många barn i skolkörerna.
Mycket av sångens popularitet förknippas med Kuwaitkriget. Den fick priset "Minute Man Award" för USA:s armé för att inspirera trupperna och "Seven Seals Award" från USA:s försvarsministerium.
Sången vann också "3 Million Airs Award" från Broadcast Music Incorporated.

## Tolkning av texten
Julie Gold har förklarat att hon tror på en överhängande och välgörande Gud, och säger också att folk har rätt att tolka låten som de vill, som med annan konst  . Hon har också sagt att låten handlar om skillnaden mellan hur saker ser ut att vara och hur de egentligen är .
Ursprungliga meningen anses vara att en möjlig harmonisk värld full med hopp och fred kan förstås om man står och tittar på saker "från ett avstånd" (engelska: "from a distance"). Gud gör samma sak, då han tittar från avstånd.
En annan tolkning är att kärlek och fred bara finns "på avstånd" och Gud är deist och inte lägger sig i människornas problem, att han är för långt från människorna för att se, och reagera på svält och nöd.

## Listplaceringar
| Årtal         | Skivartist    | Land           | Lista                        | Topplaceringar |
| ------------- | ------------- | -------------- | ---------------------------- | -------------- |
| 1990          | Bette Midler  | USA            | Billboard Adult Contemporary | 1              |
| 1990          | Bette Midler  | USA            | Billboard Hot 100            | 2              |
| Oktober 1990  | Cliff Richard | Storbritannien | UK Singles Chart             | 11             |
| December 1990 | Bette Midler  | USA            | ARC Weekly Top 40            | 1              |
| Januari 1991  | Bette Midler  | Australien     | ARIA Chart                   | 8              |
| Juni 1991     | Bette Midler  | Storbritannien | UK Singles Chart             | 6              |

Bette Midlers album Some People's Lives nådde topplaceringen 6 på Billboard 200.

## Låtlistor
7": Storbritannien (Atlantic A7820)
CASS: USA (Atlantic 7567-84888-4)
3": Japan (Atlantic AMDY-5032)
1. "From a Distance"
2. "One More Round"

CDM: USA (Atlantic PRCD3528) Promo 
1. "From a Distance"

CDM: Storbritannien (Atlantic A7820CD)
12": Storbritannien (Atlantic A7820T)
1. "From a Distance"
2. "One More Round"
3. "Wind Beneath My Wings"
4. "The Rose"

CDM: USA (Columbia 88697-00957-2)
1. "From a Distance (Julversion)"

Notera: Julversionen från 2006

## Coverversioner
- Cliff Richard (1990), som nådde placeringen #11 på den brittiska singellistan.
- Elaine Paige spelade in en version på albumet Love Can Do That 1991, som 1997 återlanserades på hennes samlingsalbum From a Distance 1997.
- John Barrowman (2008), en coverversion inspelad för albumet Music Music Music.

## Sågningar och parodier
Bette Midlers inspelning av låten rankades 37 och VH1's list of the "50 Most Awesomely Bad Songs Ever."  och rankades på nummer 14 på Blender Magazines lista över "The 50 Worst Songs Ever". . Kritiken fokuserar på sångtexten och produktionen av Bette Midlers version, och säger att singeln intar "liberal pedrikan, stela rim och mer ljud-F/X än en Mel Gibson-film."  Blender's kritiker förkalrade att det värsta var användandet av trummaskinen, och förklarade att, "Om Gud finns, hatar han förmodligen trummaskiner" ("If God exists, He probably hates drum machines") ,
1992 skrev sångaren och låtskrivaren Jay Mankita en parodi "From a Dog's Stance", som fanns med i tidskriften Sing Out! och spelades senare in av honom på Dogs Are Watching Us.   Mankita använde hundperspektiv snarare än Guds perspektiv.
Sången har också blivit sartir av sångaren och låtskrivaren Sue Trainor på hennes album "In a Closeup". . Enligt en recension i Washington Post bytte hon avståndsperspektivet om hur vacker världen var då, till ett närbildsperspektiv om hur ful den är" .

### Fotnoter
1. ↑  official Julie Gold Biography Arkiverad 28 maj 2006 hämtat från the Wayback Machine.
2. ↑  "Julie Gold and Her Songs" Arkiverad 27 februari 2007 hämtat från the Wayback Machine., Here on Earth - Radio Without Borders, Wisconsin Public Radio, 19 februari 2005 (audio Arkiverad 28 september 2007 hämtat från the Wayback Machine.)
3. ↑  ”Arkiverade kopian”. Arkiverad från originalet den 28 september 2007. https://web.archive.org/web/20070928003437/http://clipcast.wpr.org:8080/ramgen/wpr/hoe/hoe050219j.rm. Läst 7 maj 2007.
4. ↑  ARIA chart archives från Australian-charts.com
5. ↑  ”VH1 "50 Most Awesomely Bad Songs Ever" countdown”. Arkiverad från originalet den 7 juni 2004. https://web.archive.org/web/20040607044710/http://www.vh1.com/shows/dyn/50_most_awesomely_bad_songs/series_countdown.jhtml. Läst 17 juni 2009.
6. 1 2 3  "Run for Your Life! It's the 50 Worst Songs Ever!" by John Aizlewood, Clark Collis, Steve Kandell, Ben Mitchell, Tony Power, James Slaughter, Rob Tannenbaum, Mim Udovitch, Rene Vienet and Jonah Weiner, Blender (view article Arkiverad 24 januari 2005 hämtat från the Wayback Machine.)
7. ↑   "From a Dog's Stance" lyrics Arkiverad 18 april 2009 hämtat från the Wayback Machine. from official Jay Mankita web site
8. ↑  In a Closeup, album Arkiverad 4 juni 2008 hämtat från the Wayback Machine. by Sue Trainor
9. ↑  "Trainor's Reverent Poke at Folk" by Geoffrey Himes, The Washington Post, 30 april 1993